# Vũ Trọng Phụng
Vũ Trọng Phụng (Hảo, 20 ottobre 1912 – Hanoi, 12 ottobre 1939) è stato uno scrittore e giornalista vietnamita tra i più popolari e conosciuti. Le sue opere non solo sono un'importante testimonianza della vita e della società del Vietnam degli anni trenta, ma anche segnano l'ingresso dell'individuo con le proprie debolezze e passioni nella Letteratura vietnamita. La sua opera più conosciuta è Dumb Luck, un romanzo scritto nel 1936 che fu bandito dal Partito Comunista del Vietnam e quindi pubblicato solo nel 1986; la prima traduzione in Inglese del romanzo risale al 2002, in Italia è stato pubblicato per la prima volta nel 2012 con il titolo Il gioco indiscreto di Xuan. In tutto ha scritto quattro romanzi.

## Elenco delle opere (titoli in vietnamita)
- Dứt tình (1934)
- Giông tố (1936)
- Số đỏ (1936)
- Trúng số độc đắc (1938)
- Làm đĩ (1936)
- Quý phái (1938-1939)
- Lấy nhau vì tình (1942)